# Inskrypcja z Behistun

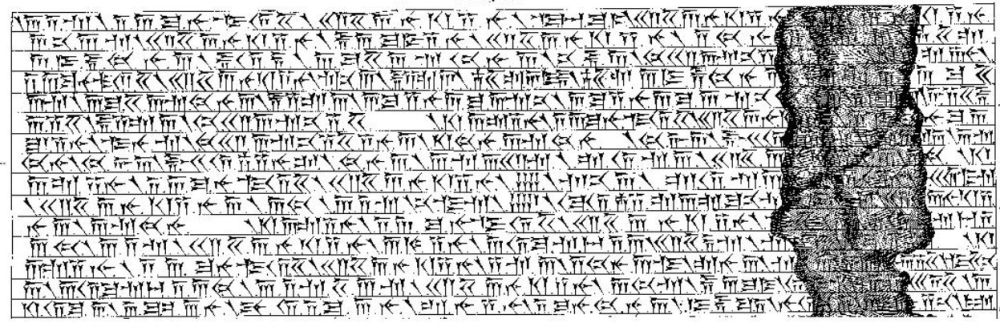
Fragment inskrypcji

Inskrypcja z Behistun (także Bistun lub Bisotun, perski: بیستون, ze staroperskiego Bagastana, oznaczającego „miejsce bogów”) – jedna z najsłynniejszych irańskich inskrypcji. Kazał ją wykuć Dariusz I Wielki, miała sławić jego imię. Tekst inskrypcji zapisano w trzech językach: akadyjskim, staroperskim oraz elamickim. To dzięki niej w XIX wieku zdołano odczytać pismo klinowe. Około tysiąc linii tekstu inskrypcji zostało wyrytych na skale około 100 metrów nad drogą.
Inskrypcja behistuńska została wykonana pomiędzy końcem pierwszego roku panowania Dariusza (marzec 520 r. p.n.e.), a końcem trzeciego roku panowania (518 r. p.n.e.), kiedy to udało mu się stłumić rebelię maga Gaumaty, występującego przeciw poprzedniemu władcy, Kambyzesowi. Dariusz pokonał uzurpatora i stłumił inne rebelie, które ogarnęły jego imperium.
Pomiędzy kolumnami trójjęzycznego napisu umieszczono relief. Przedstawia on władcę, towarzyszących mu dwóch żołnierzy, oraz dziesięciu pokonanych przez króla buntowników, w tym najważniejszego z nich, Gaumatę, którego Dariusz miażdży stopą. Nad sceną unosi się symbol przedstawiający dostojną postać wyłaniającą się ze skrzydlatego koła – obecnie uważaną za przedstawienie Farna, czyli królewskiej chwały.
Już w 120 lat po śmierci Dariusza powstały legendy dotyczące inskrypcji i reliefu. Ktezjasz, grecki historyk, w swej Historii Persji pisze, że relief kazała wykuć królowa Semiramida dla Zeusa.
W X wieku n.e. istnienie inskrypcji odnotował arabski podróżnik Ibn Haukal, interpretując relief jako przedstawiający nauczyciela karzącego swych uczniów. W nowożytnej historii do Behistun dotarli Europejczycy w 1598 roku. Byli to Anglik, dyplomata – Robert Sherley i Francuz – Abel Pinston, który uznał, że relief przedstawia wniebowstąpienie Chrystusa.

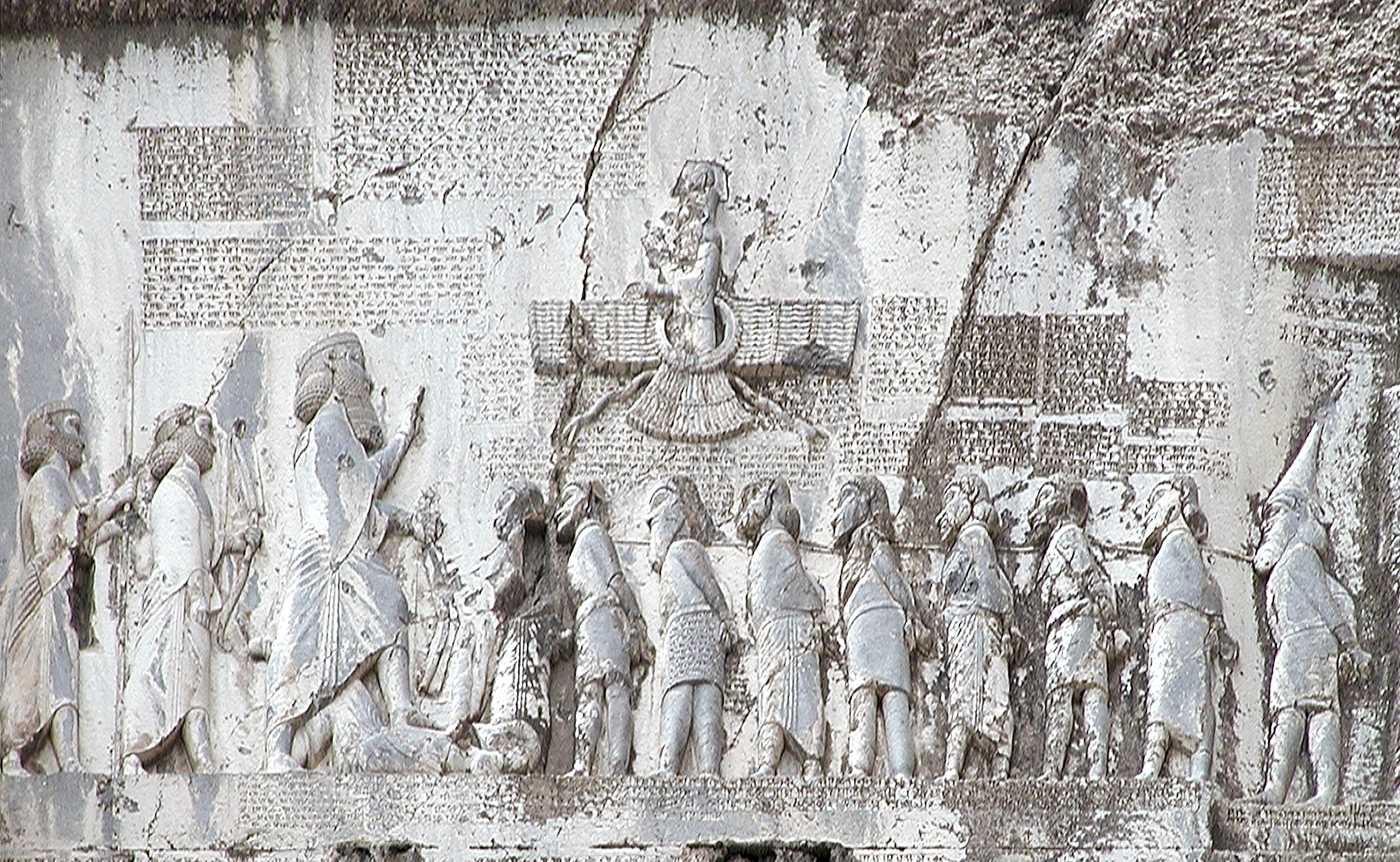
Widok na relief

W roku 1802 Georg Friedrich Grotefend odcyfrował 10 z 37 staroperskich symboli, odkrywając, że w przeciwieństwie do semickiego pisma klinowego, pismo staroperskie jest alfabetyczne, a każdy wyraz oddzielony jest pochyłym pionowym znakiem. Dopiero w 1836 roku oficer brytyjskiej armii – Henry Rawlinson, prowadzący szkolenie armii szacha, „odkrył dla świata” pełne znaczenie inskrypcji. Mając do dyspozycji efekty pracy Grotefenda, zauważył, że pierwszy fragment tekstu zawiera listę królów perskich, która odpowiada analogicznej liście dostępnej w dziełach Herodota, gdzie występowały one w greckiej transliteracji. Porównując imiona z symbolami graficznymi, Rawlinson odcyfrował całość staroperskiego tekstu.
W ciągu ostatnich kilku lat dzięki irańskim naukowcom powstała pełna dokumentacja inskrypcji, jednak niektóre znaki zostały bezpowrotnie zatarte w wyniku działania natury.
Samo Behistun to niewielka wieś leżąca u stóp Gór Zagros w irańskiej prowincji Kermanszah. W 2006 r. została wpisana na listę światowego dziedzictwa UNESCO.